# مارك كووغان
مارك كووغان (بالإنجليزية: Mark Coogan)‏ هو منافس ألعاب قوى أمريكي، ولد في 1 مايو 1966.

## وصلات خارجية
- مارك كووغان على موقع الاتحاد الدولي لألعاب القوى (الإنجليزية)
- مارك كووغان على موقع اللجنة الأولمبية الدولية (الإنجليزية)
- مارك كووغان على موقع أوليمبيديا (الإنجليزية)